# Houston Challenger 2001
Lo Houston Challenger 2001 è stato un torneo di tennis facente parte della categoria ATP Challenger Series nell'ambito dell'ATP Challenger Series 2001. Il torneo si è giocato a Houston negli Stati Uniti dal 22 al 28 ottobre 2001 su campi in cemento.

## Vincitori

### Singolare
Vince Spadea ha battuto in finale  James Blake con il punteggio di 6–2, 6(3)–7, 6–2

### Doppio
Jeff Coetzee /  Paul Rosner hanno battuto in finale  Justin Bower /  Shaun Rudman con il punteggio di 7–6(2), 6–4